# Валзавињоне (Арецо)
Валзавињоне је насеље у Италији у округу Арецо, региону Тоскана.
Према процени из 2011. у насељу је живело 73 становника. Насеље се налази на надморској висини од 551 м.